# عصوية ذهبية حيفاوية
عصوية ذهبية حيفاوية (الاسم العلمي: Chryseobacterium haifense) هي نوع من البكتيريا، سلبية الغرام، تتبع جنس عصوية ذهبية.